# رودخانه ارنزک

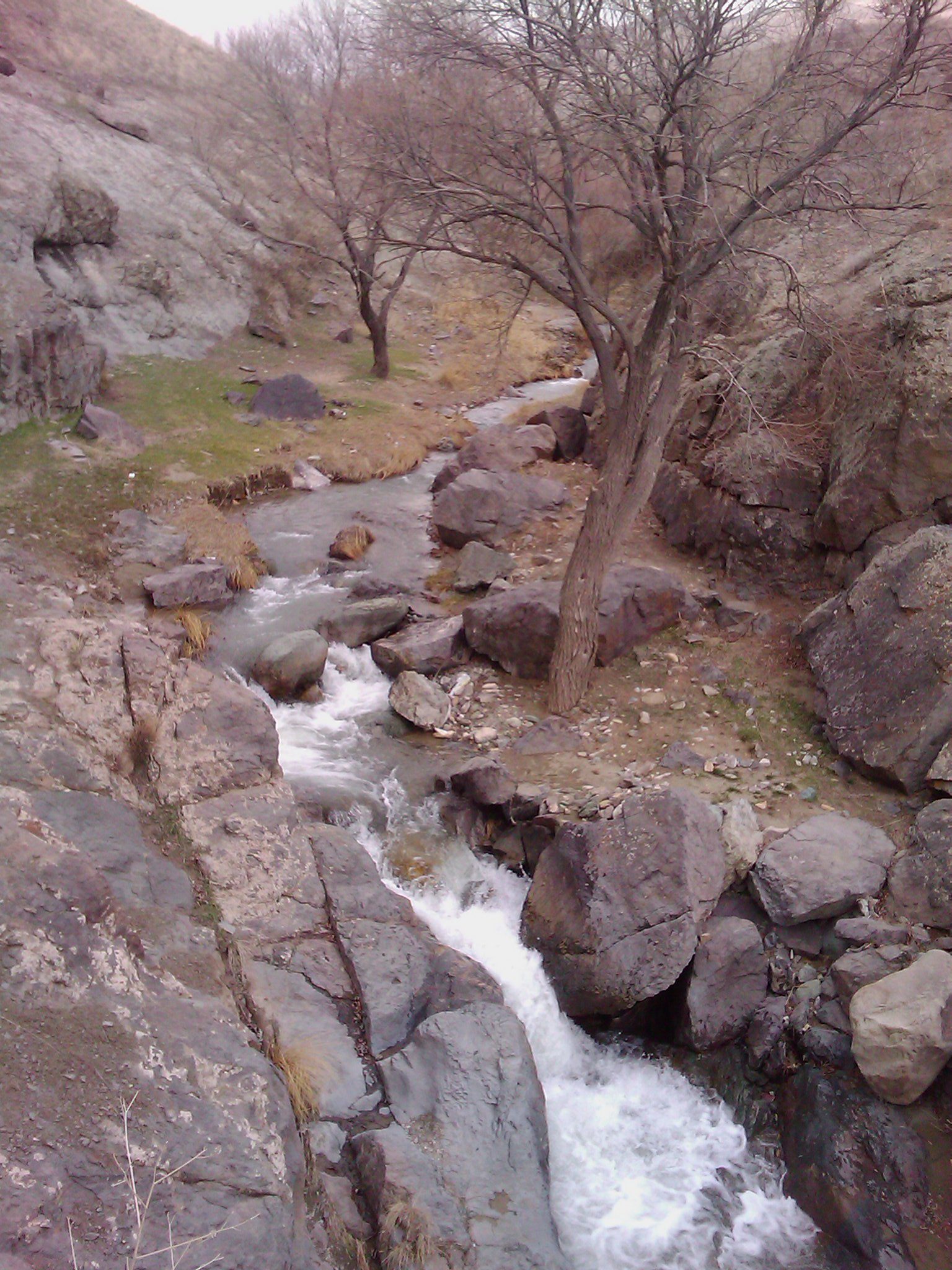
رودخانه فصلی ارنجک، باراجین

رودخانه ارنزک (یا رودخانه ارنجک) رودخانه‌ای در شمال شرق شهر قزوین است. این رودخانه از نزدیکی روستای میزوج واقع در ۲۰ کیلومتری شمال قزوین سرچشمه می‌گیرد و پس از گذشتن از منطقه باراجین در محله باقرآباد به باغستان می‌ریزد.
عمده آب این رودخانه در بهار است و در تابستان آب کمی دارد؛ این رود باغات شرق و جنوب شرق قزوین را مشروب می‌سازد. همچنین در گذشته در مسیر این رود ۱۳ آسیاب قرار داشت.

## مسیر

### سدهای تاریخی
در گذشته دو سد بر روی این رودخانه ساخته شده بود. یکی از این سدها توسط سید علی خان، جد خاندان امیر شاهی در نزدیکی گردنه کماسمار قرار داشت و دیگری توسط محمدولی خان تنکابنی و با فاصله ۳ کیلومتر از سد اول ساخته شده بود. سد دوم که به سد سپهسالار معروف بود به منظور تأمین آب روستای شریف‌آباد بنا گردیده است.

همچنین این رودخانه در مسیر خود از کنار پارک جنگلی باراجین و برج تاریخی باراجین عبور می‌کند.